# Сядристый, Николай Сергеевич
Никола́й Серге́евич Сядри́стый (укр. Микола Сергійович Сядристий; род. 1 сентября 1937 , Колесниковка) — советский и украинский мастер микроминиатюры, мастер спорта СССР, абсолютный чемпион Украины по подводному спорту, Народный художник (2004) и Заслуженный мастер народного творчества Украины.

## Биография
Окончил Харьковский сельскохозяйственный институт. С 1960 по 1967 год работал агрономом на Закарпатье, а с 1967 по 1974 год — инженером в киевском институте сверхтвёрдых материалов Академии наук Украины.
В 20 областных центрах Украины, а также в Венгрии и Греции состоялись выставки, подготовленные на базе собранных им документов.
Он создал модель фрегата «Алые паруса» длиной 3,5 мм из 337 деталей, сумел подковать блоху, а в 1973 году создал наименьшую в мире шахматную доску с фигурами, расположенную на головке булавки. Также им созданы миниатюрные часы, помещённые в голову крошечной механической фигурки стрекозы.

## Выставки произведений
С 2 сентября 1977 года на территории Киево-Печерской лавры работает музей микроминиатюр Николая Сядристого.
В княжестве Андорра открыт трёхэтажный музей миниатюр Николая Сядристого.

## Фильмография
О творчестве Николая Сядристого был снят фильм «Между ударами сердца» (укр. Між ударами серця).

## Награды и звания
- Орден «За заслуги» II степени (1 декабря 2011 года) — за значительный личный вклад в социально-экономический, научно-техническое, культурно-образовательное развитие независимого Украинского государства, весомые трудовые достижения, многолетнюю добросовестный труд[9]
- Орден «За заслуги» III степени (31 августа 2007 года) — за весомый личный вклад в развитие украинской культуры, многолетний плодотворный труд в области искусства микроминиатюры и по случаю 70-летия со дня рождения[10]
- Медаль «За трудовое отличие» (24 ноября 1960 года)
- Народный художник Украины (12 мая 2004 года) — за значительный личный вклад в развитие украинской культуры и искусства, многолетний плодотворный труд и высокое профессиональное мастерство[11]
- Заслуженный мастер народного творчества Украины